# Tibthorpe
Tibthorpe – wieś w Anglii, w hrabstwie East Riding of Yorkshire. Leży 30 km na północny zachód od miasta Hull i 277 km na północ od Londynu. W 2001 miejscowość liczyła 162 mieszkańców.